# Aglaia sessilifolia
Aglaia sessilifolia är en tvåhjärtbladig växtart som beskrevs av Pannell. Aglaia sessilifolia ingår i släktet Aglaia och familjen Meliaceae. Inga underarter finns listade i Catalogue of Life.